# Capparis spinosa
La alcaparra (Capparis spinosa), es una planta arbustiva originaria de la región mediterránea. Conocida por sus capullos comestibles, las alcaparras normalmente se consumen encurtidas.

## Descripción
Se trata de un arbusto semileñoso de morfología variable según la variedad y las condiciones de crecimiento, pero que normalmente no suele superar los 50 cm de altura, con ramas inicialmente erguidas pero con tendencia a extenderse posteriormente postradas a ras de suelo en una superficie de varios metros cuadrados. Posee  hojas alternas y simples, enteras, pecioladas, gruesas y redondeadas. Las ramas poseen unas afiladas y leñosas estípulas, transformadas en espinas, de hasta 1 cm de longitud que hacen muy difícil y laboriosa la labor de recolección de las alcaparras.
Sus llamativas flores son de pétalos blancos o rosados y con largos  estambres con anteras de color violeta. Son axilares: nacen en las intersecciones de las hojas con el tallo, sostenidas por pedúnculos regulares.

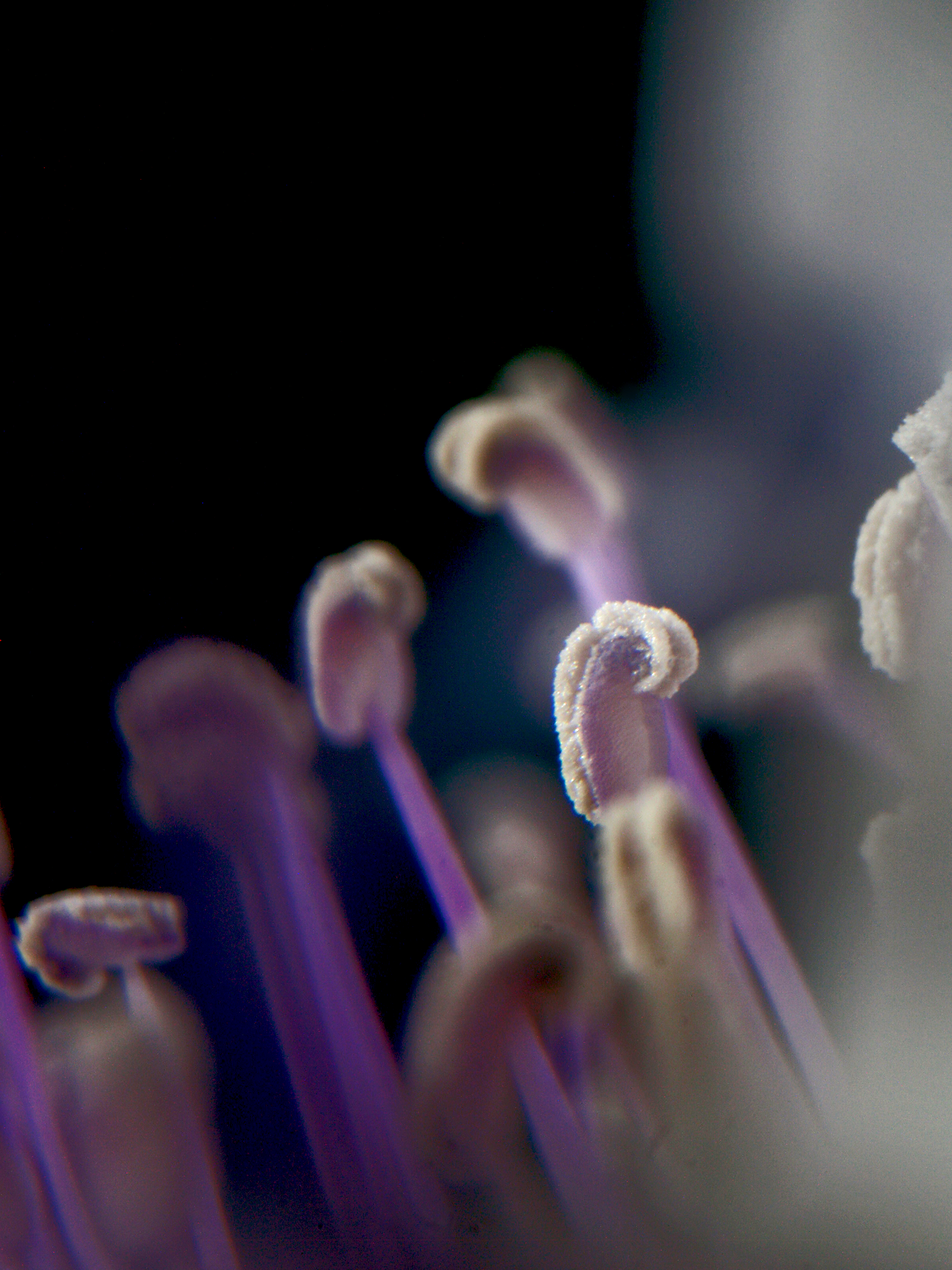
Estambres

De este arbusto se utiliza la raíz, la corteza, los capullos florales (denominados alcaparras) y los frutos inmaduros (conocidos como alcaparrones). Aunque no es una planta medicinal en sí misma, tiene algunas propiedades terapéuticas.

## Distribución y hábitat
Es de distribución circunmediterránea, extendiéndose por zonas áridas de Asia y África. Se da en zonas con acusada aridez, en taludes y laderas bien soleadas, sobre suelos calizos y margosos, raramente en suelos ácidos, también tolera terrenos salinos o yesosos.

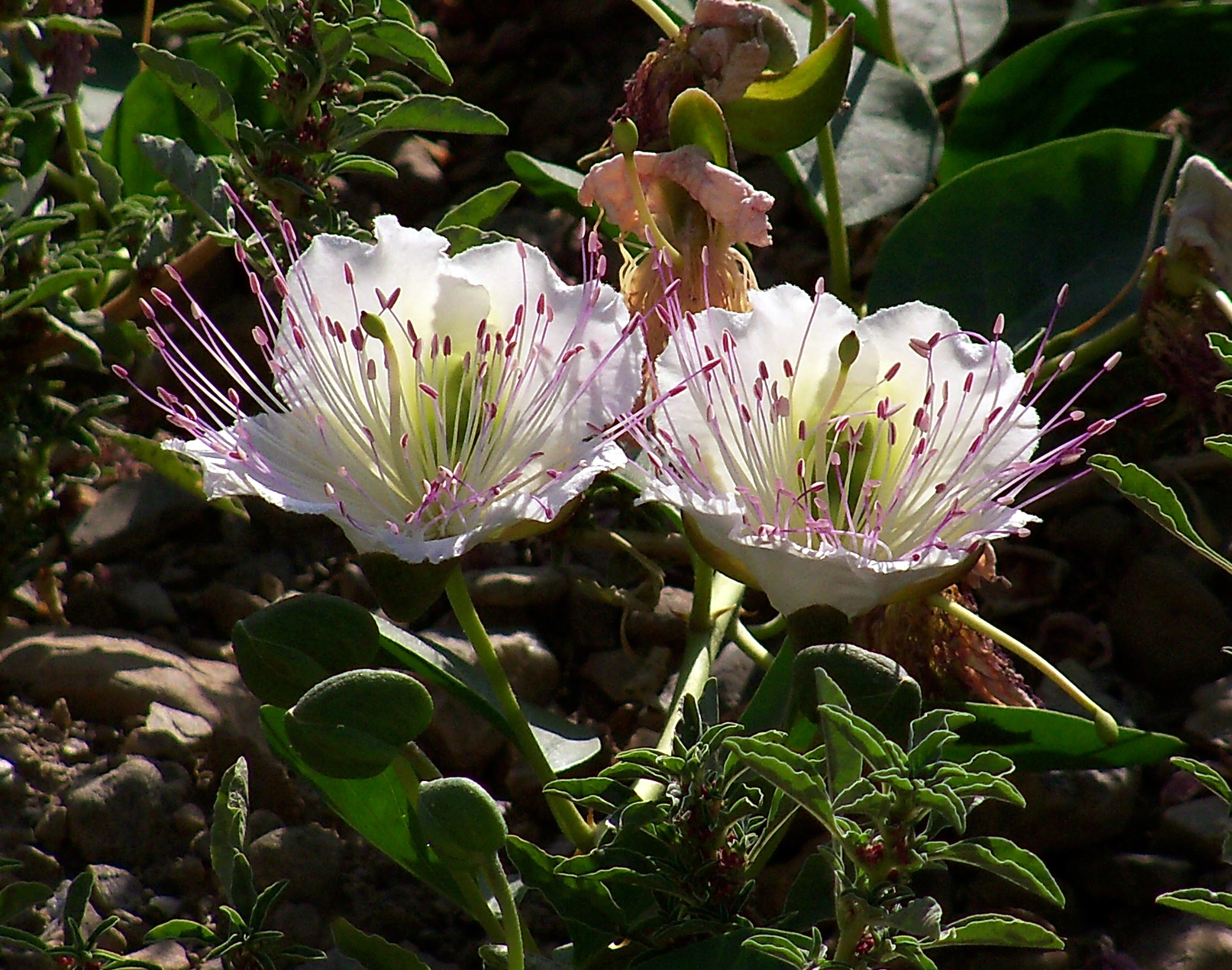
Flores y capullos - Águilas (Murcia).

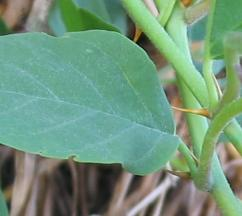
Espinas.

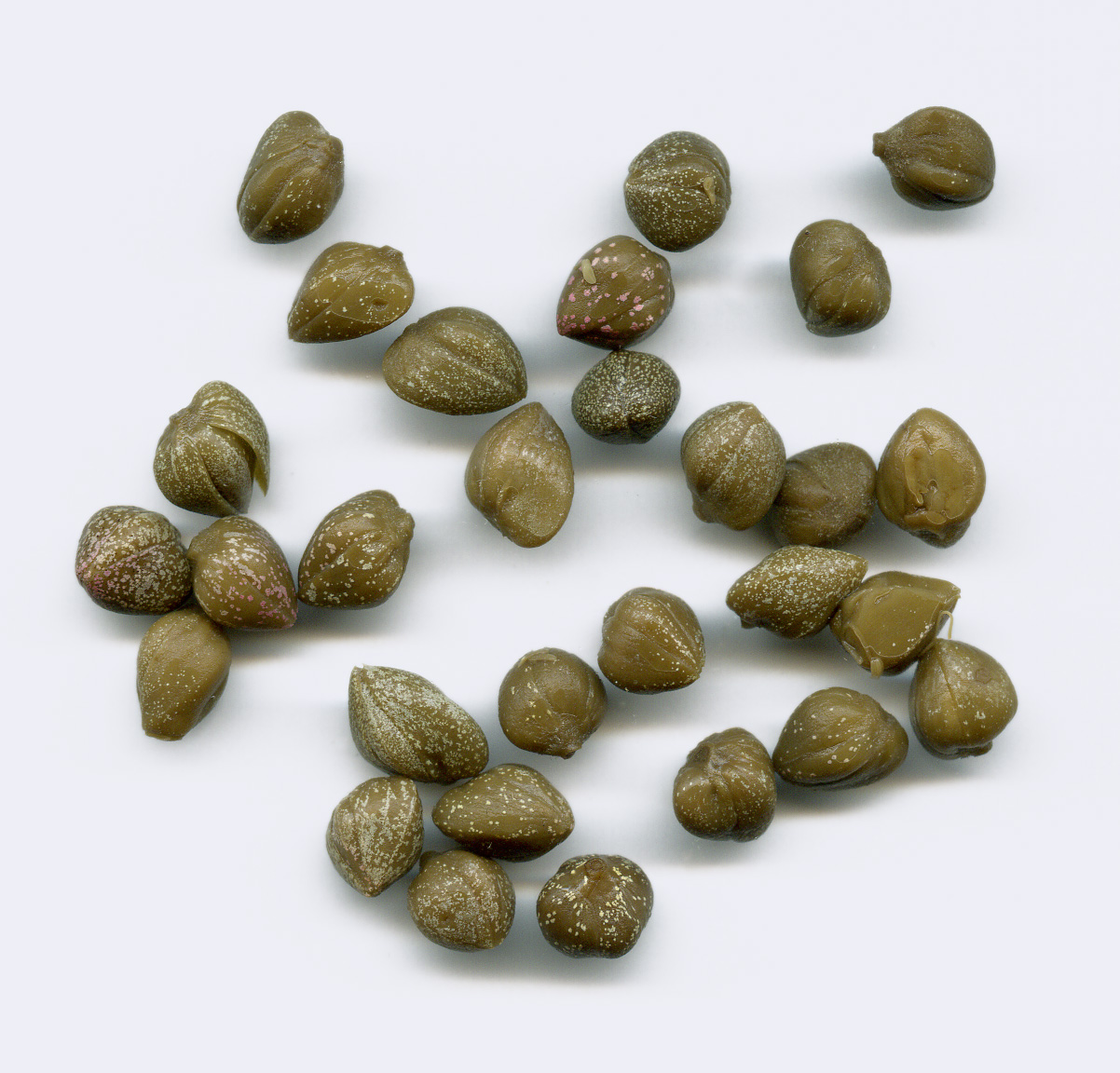
Capullos florales (alcaparras).

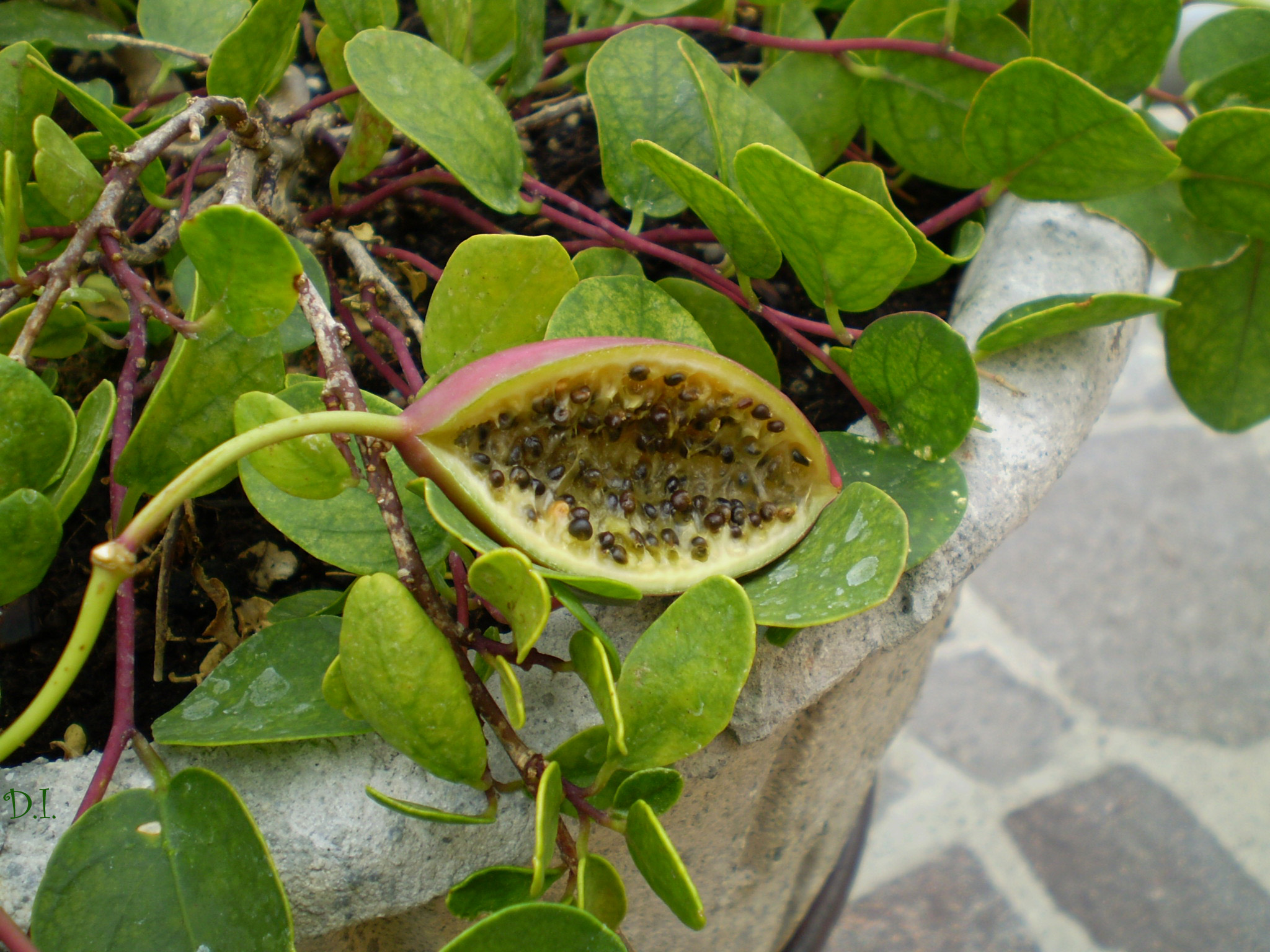
Fruto (alcaparrón) abierto, in situ.

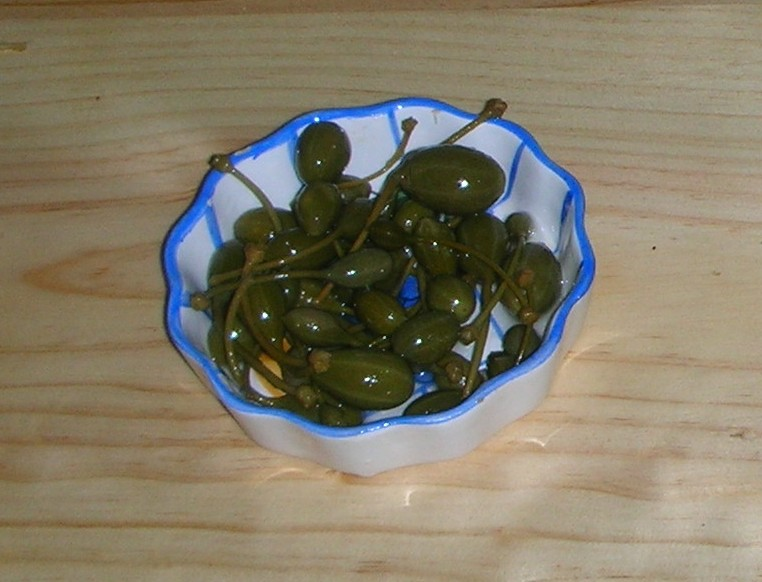
Alcaparrones encurtidos.

Su cultivo la ha extendido por muchas regiones secas y cálidas del mundo, como algunas áreas de Australia y Sudamérica.

## Usos culinarios
Las alcaparras saladas o encurtidas se usan como aperitivo o aderezo. Son un ingrediente corriente en la cocina mediterránea. También se consumen los frutos del alcaparro, llamados alcaparrones, preparados de forma similar a los capullos, y los tallos, encurtidos antes de florecer la flor. Cuando están listos para la recolección (mediados de abril en el clima del que son originarias), son del tamaño de un grano de maíz, de color verde oscuro. Se encurten en una solución de vinagre y sal y son un condimento en pizzas, salmón ahumado, ensaladas o platos de pasta.
Otros usos culinarios destacados de las alcaparras son la universal "salsa tártara", de la que es un componente esencial; el ajiaco santafereño en Colombia y la "hallaca" tradicional elaborada para la época navideña en Venezuela, en la que las alcaparras son empleadas tanto para la preparación del guiso como en la decoración cuando se arma la hallaca. En el Sur de Francia, en Provenza, se mezclan a partes iguales alcaparras y olivas (negra o verdes) machacando bien, y añadiendo filetes de anchoas, ajo y aceite de oliva para preparar la «tapenade», («tapenado» en Provenzal). En Piamonte y en otros países como Argentina se utiliza para elaborar el vitel toné, tradicional comida navideña.

## Propiedades
- Principios activos: contiene esencia, quercetina, saponina, pectina, sales.
- Indicaciones: es diurético, aperitivo, depurativo, antihemorroidal, vasoconstrictor, desobstruyente de la vesícula biliar, astringente, expectorante.  Usado contra la fragilidad capilar. La decocción se usa contra las aftas bucales. Se usa la corteza de la raíz, y también las flores. Se recolecta en primavera.Capparis spinosa.

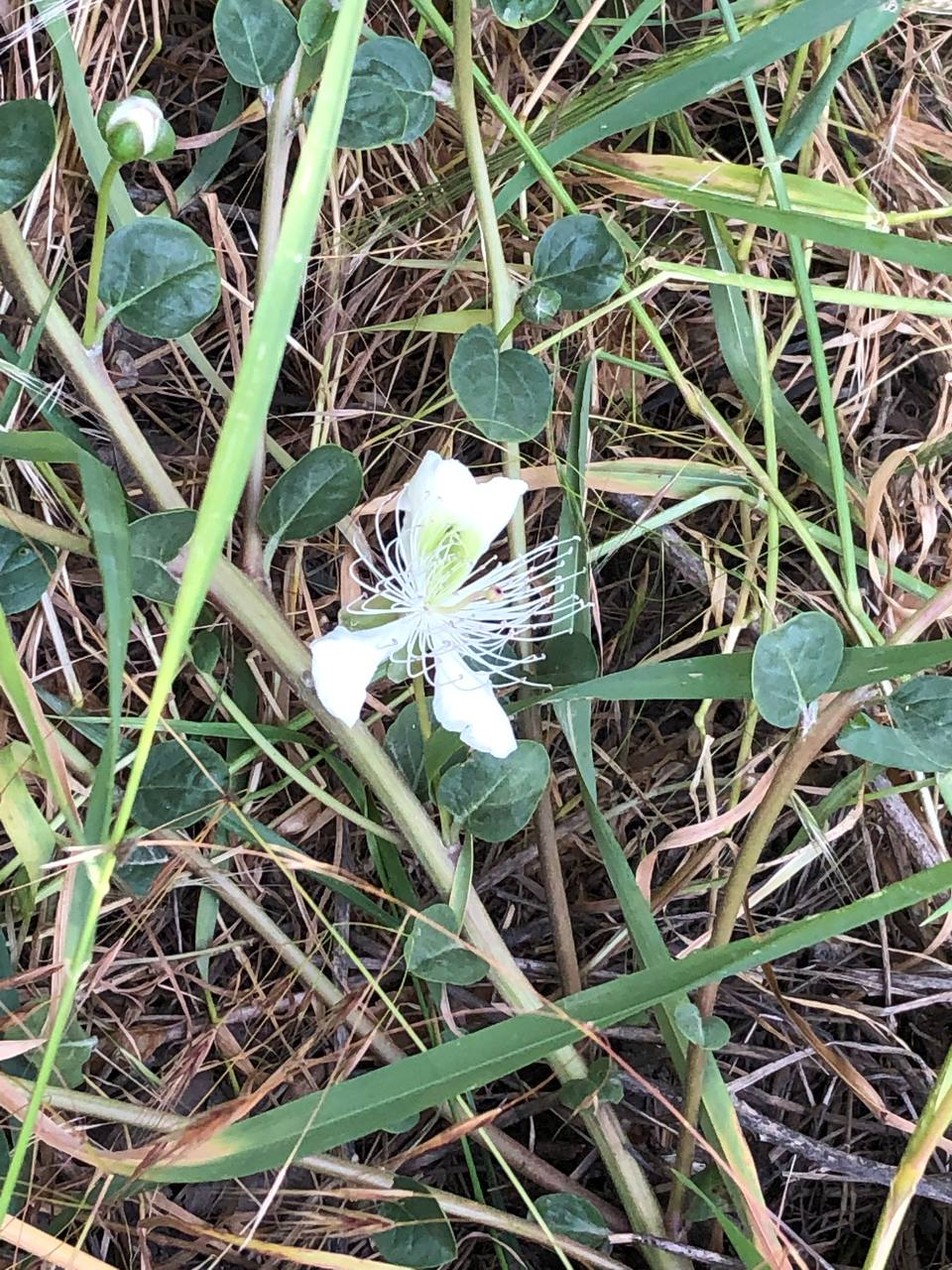
Capparis spinosa.

## Taxonomía
Capparis spinosa fue descrita por Carlos Linneo  y publicado en Species Plantarum, vol. 1, p. 503, 1753.
Etimología
Capparis: prestado del griego κάππαρις que designaba la planta y su capullo, la alcaparra, en la antigüedad.
spinosa: epíteto latino que significa "con espinas".
Sinonimia
| - Blumea grandiflora Zipp. ex Span. - Capparis aculeata Steud. - Capparis deserti (Zohary) Täckh. & Boulos - Capparis inermis Turra - Capparis leucophylla DC. - Capparis murrayi Stewart ex Dalz. - Capparis microphylla Ledeb. - Capparis orientalis Veill. in Duhamel - Capparis ovata subsp. sicula (Veill.) Pugnaire - Capparis ovata var. canescens (Coss.) Heywood - Capparis ovata var. sicula (Veill.) Zohary - Capparis ovata Desf. - Capparis rupestris Sm. - Capparis sativa Pers. - Capparis sicula Veill. & Duhamel - Capparis sicula var. kruegeriana Pamp. - Capparis spinosa auct. - Capparis spinosa subsp. aegyptia (Lam.)Kit Tan & Runemark - Capparis spinosa var. aegyptia (Lam.) Boiss. - Capparis spinosa subsp. canescens (Coss.) A.Bolòs & O.Bolòs - Capparis spinosa var. canescens Coss. - Capparis spinosa subsp. cartilaginea (Decne.) Maire & Weiller - Capparis spinosa var. deserti Zohary - Capparis spinosa var. galeata (Fresen.) Hook.f. & Thomson - Capparis spinosa var. genuina Boiss. - Capparis spinosa var. kruegeriana (Pamp.) Jafri - Capparis spinosa f. kruegeriana (Pamp.) Pamp. - Capparis spinosa var. himalayensis (Jafri) Jacob - Capparis spinosa subsp. inermis (Turra) A. Bolòs & O.Bolòs - Capparis spinosa var. inermis Costa - Capparis spinosa var. inermis J.J.Rodr. - Capparis spinosa var. inermis Sebast. - Capparis spinosa var. inermis Willk. in Willk. & Lange - Capparis spinosa var. inermis Zohary - Capparis spinosa f. inermis Turra Knoche - Capparis spinosa var. mariana (Jacq.) K.Schum. - Capparis spinosa var. mucronifolia (Boiss.) Hedge & Lamond ex R.R.Stewart - Capparis spinosa subsp. nummularia (DC.) Fici - Capparis spinosa var. nummularia (DC.) F.M.Bailey) - Capparis spinosa subsp. orientalis (Veill.) Jafri in Ali & Jafri - Capparis spinosa var. ovata (Desf.) Batt. - Capparis spinosa var. pyracantha (Bojer) Bojer - Capparis spinosa subsp. rupestris (Sm.) Nyman - Capparis spinosa var. rupestris (Sm.) Viv. - Capparis spinosa subsp. sicula (Veill.) Holmboe - Capparis spinosa var. sicula (Veill. in Duhamel) Sacc. - Capparis spinosa L. subsp. spinosa L. - Capparis spinosa var. spinosa L. |

## Nombre común
- Castellano: alcaparra, alcaparras, alcaparras de Andalucía, alcaparras de Castilla, alcaparrera, alcaparrero, alcaparrilla, alcaparrón, alcaparro, alcaparro de Europa, alcaparroneras, alcaparronero, alcaparrones, caparra, caparrón, capria, melón, meloncillo, mierga, tallera, tapana, tapanera, taparera, taparote, tapenera, taperera, taperot, tapina, tápana, tápena, tápina.[4]